# Oxysoma longiventre
Oxysoma longiventre là một loài nhện trong họ Anyphaenidae.
Loài này thuộc chi Oxysoma. Oxysoma longiventre được Hercule Nicolet miêu tả năm 1849.